# ASAP Ferg
ASAP Ferg, або Дарольд Фергюсон молодший (*20 жовтня 1988,Гарлем) — американський репер та член хіп-хоп групи ASAP Mob, де він запозичив слово ASAP. В січні 2013 року підписав контракт з лейблом Polo Grounds Music та RCA Records. Свій дебютний альбом Trap Lord випустив 20 серпня 2013 року та був прийнятий позитивними рецензіями.
Лауреат нагороди BET Hip Hop Awards в категорії Дебютант року.Також був номінований до тієї самої нагороди в категорії Режисер відеокліпів року.

## Біографія
Дарольд Фергюсон молодший народився 20 жовтня 1988 року в районі Нью-Йорку-Гарлемі.Його батько Дарольд Фергюсон тримав бутік та поставляв вбрання для Bad Boy Records також співпрацював з такими особами, як Teddy Riley, Heavy D,Biell Biv DeVoe.Перед тим як занятися музикою Ферга цікавила мода.Після смерті батька, який помер через ниркову недостатність, молодий Дарольд почав створювати власну лінію одягу та біжутерії в той час коли він ходив до школи мистецтв.В 2005 році він заснував компанію по виробництву одягу Devoni Clothing,яка постачала одежу таким артистам як: Кріс Браун,Swizz Beatz,Diggy Simmons.

## Дискографія
- Trap Lord (2013)
- Always Strive And Prosper (2016)[5]
- Still Striving (2017)
- Floor Seats (2019)
- Floor Seats II (2020)